# Матевосян Рубен Мацакович
Рубен Мацакович Матевосян (вірм. Ռուբեն Մացակի Մաթևոսյան; 12 січня 1941, Єреван, Вірменська РСР, СРСР) — вірменський співак, композитор, виконавець народних пісень, педагог, народний артист Вірменської РСР (2.03.1978).
Р. Матевосян виступив у понад 60 країнах світу, дав більше тисячі концертів.

## Біографія
Р. Матевосян народився в 1941 році в Єревані. Закінчив музичну школу імені Саят-Нови, також навчався на філологічному факультеті Єреванського державного університету і одночасно — в консерваторії.
Працював на телебаченні з 1961 року, також — в ансамблі народних інструментів радіокомітету (з 1996 був його керівником).
Рубен Матевосян виконував народні пісні і твори вірменських композиторів, в тому числі оперні (арія Саро з опери «Ануш»).
Викладав в Державній консерваторії і в коледжі імені Арно Бабаджаняна.
Народному артисту присвячений документальний фільм «Хто зламав платівку».
Творчість Р. Матевосяна високо цінували такі діячі мистецтва як Мартірос Сар'ян, Арам Хачатурян, Дмитро Кабалевський, Людмила Зикіна.

## Нагороди
- Заслужений артист Вірменської РСР (1968).
- Народний артист Вірменської РСР (02.03.1978).
- Орден Пошани (17.09.2016)[2].
- Орден Святого Месропа Маштоца (03.09.2011) — з нагоди 20-річчя незалежності Республіки Вірменія, за великий особистий внесок у справу розвитку та поширення вірменського пісенного мистецтва[3].
- Медаль Мовсеса Хоренаці.
- Почесний громадянин Єревана (2015).